# 파우사니아스 (장군)

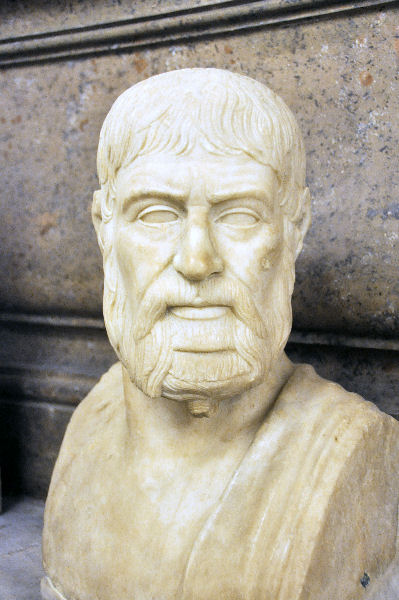

파우사니아스(고대 그리스어: Παυσάνιας, 라틴어: Pausanias,? - 기원전 470년)는 기원전 5세기 고대 스파르타의 왕족, 장군이다. 그는 아기아다이 왕조의 왕족이었지만, 왕위를 계승할 수 있는 서열은 아니었다.

## 개요
파우사니아스는 아낙산드리다스 2세의 아들인 클레옴브로토스의 아들이며, 레오니다스의 조카에 해당한다. 파우사니아스의 아들 플레이스토아낙스는 플레이스타르코스(레오니다스의 아들)의 뒤를 이어 스파르타의 왕이 되었다. 또한 파우사니아스는 어린 플레이스타르코스의 섭정 및 후견인을 역임하기도 했다.
기원전 479년, 파우사니아스는 그리스 연합군을 이끌고 제2차 그리스-페르시아 전쟁의 플라타이아 전투에서 마르도니오스가 이끄는 페르시아 군을 이겼다.
이듬해 파우사니아스는 비잔티움을 함락시키고, 비잔티시아의 세력권에서 분리시킨다. (비잔티움 공성전). 전쟁 후 그는 전쟁 중 사로잡은 페르시아 왕 크세르크세스 1세의 친족을 탈옥을 가장하여 비밀리에 돌려보냈고, 동시에 페르시아 왕에게 서신을 보냈다. 그 중에서도 그는 크세르크세스 1세의 딸과 결혼하여 혼인관계를 맺고 싶으며, 그렇게 함으로 그리스를 페르시아의 지배 하에 두겠다고 약속한 내용이었다. 또한 그러기 위해서는 페르시아 왕의 충실한 신하를 소아시아 연안에 파견할 것을 요구했다. 이에 대해 페르시아 왕은 아르타바조스를 파견하고 다스퀴레이온(헬레스폰투스, 프리기아)의 태수로 삼았다. 그러나 이 계획은 탄로가 났고, 비잔티움을 함락시킨 뒤 파우사니아스의 참주와 같은 행동은 동맹국의 빈축을 샀고, 그의 오만과 고압적인 태도로 동맹국이 아테나이 편으로 기울게 되면서 파우사니아스는 고소를 당했다. 이때 그는 스파르타로 돌아가지 않고 트로이 지방의 콜로나이에 자리를 잡았지만, 스파르타에서 소환장이 온 이후 귀국해 재판을 받았다. 이때 그는 사형을 선고받았지만, 벌금형으로 끝났다.
그 후, 또 다시 파우사니아스가 페르시아와 내통을 한 것이 발각되어, 스파르타 당국에 체포될 뻔했다. 신변의 위험을 느낀 그는 아테나 신전으로 도주해서 난을 피하려고 했다. 그래서 에포로스들은 신전에 파우사니아스를 넣어두고 굶겨 죽이려고 했다. 나중에 그가 밖으로 옮겨졌을 때는 죽기 일보직전이었으며, 곧 죽음을 맞는다.

## 같이 보기
- 클레오메네스 1세
- 테미스토클레스
- 테르모필레